# Капитан Кръстьо
Кап. Кръстьо е водач на Ломския отряд, участвал във въстанието в Северзападна България през лятото на 1850 година. Съратник е на „кнез“ Цоло Тодоров, един от организаторите на въстанието.
Малко са запазените автентични документи за селата, участвали в това въстание. Съвещанията между кнезове и чорбаджии в Раковишкия манастир, сред които и кап. Кръстьо, трябва да определят обхвата на въстанието. Организаторите силно се надяват на помощ от Сърбия, но надеждите остават напразни. Решено е въстанието да започне на 1 юни. За водачи на другите отряди са избрани: дядо Игнат от село Раковица е поставен начело на Белоградчишкия отряд, а Първан Върбанов – на Видинския.
На бунт се вдигат селата от река Тимок до р. Цибрица и Кутловско.

## Военните действия в Ломско
На 31 май кап. Кръстьо вдига на оръжие селата Воднянци и Чорлево по р. Лом. Въстаниците са зле въоръжени – имат само 20 пушки, а останалите – със земеделски сечива. Въстаналите българи научават от Сърбия, че нейното правителство няма да окаже военна помощ на българите. Кап. Кръстьо решава да продължи към гр. Лом, да обсади града през нощта и да започне преговори с турските власти. Каймакамининът на Лом Мехмед ага изпраща турски отряд да атакува българите. От шпионин-българин турците вече знаят, че въстаниците не са подкрепени от сръбски войски. На 4 юни 1850 г. кап. Кръстьо с над 1000 въстаници е в с. Динково – Хасанова махала. В битка с турската конница загиват над 60 бунтовници начело с прославения си командир.

## Външни източници
Видинското въстание от 1850 г. Архив на оригинала от 2013-01-27 в Wayback Machine.